# 윤이상평화재단
윤이상평화재단은 윤이상선생의 음악적 업적과 예술적 생애를 기리고, 남북문화교류, 민족문화창달, 국외 선양, 인재발굴 및 양성을 목적으로 2005년 4월 21일 설립된 문화체육관광부 소관의 재단법인이다. 사무실은 경기도 안양시 동안구 관악대로 251, 402호 (비산동)에 있다.

## 주요 사업
- 윤이상 기념사업
- 사회문화진흥사업
- 남북문화교류 협력사업

## 같이 보기
- 윤이상